# بيل دارت
بيل دارت هو سياسي أسترالي، ولد في 25 أغسطس 1877 في بريزبان في أستراليا، وتوفي في 17 يناير 1969 في Wynnum, Queensland ‏ في أستراليا. نشط حزبياً في حزب أستراليا المتحدة. وقد انتخب عضو المجلس التشريعي لولاية كوينزلاند ‏ عن دائرة Electoral district of Wynnum ‏ (2 أبريل 1938 – 15 أبريل 1944).